# Zelenogradsk
Zelenogradsk (in russo Зеленоградск?), in tedesco Cranz, in lituano Krantas, è una città della Russia.

## Geografia fisica
È il capoluogo e il centro principale del Zelenogradskij rajon, nell'Oblast' di Kaliningrad. Si trova sul mar Baltico a nord di Kaliningrad e poco distante dalla Penisola di Curlandia.

## Storia
Nato come villaggio di pescatori, il sito passò sotto il controllo dei Cavalieri teutonici e poi per gran parte della propria storia fece parte della Prussia Orientale. Il nome tedesco "Cranz", originariamente "Cranzkuhren", deriva dall'antico prussiano "krantas", che significa "costa".
Nel XIX secolo il villaggio si sviluppò come località balneare grazie anche alla costruzione di una linea ferroviaria che lo metteva in comunicazione con Königsberg. Malgrado l'aumento del turismo, che le fece guadagnare l'appellativo di "das königliche Bad" ("il bagno regale"), l'industria della pesca rimase molto radicata.
Al termine della seconda guerra mondiale l'armata Rossa occupò Königsberg e i territori circostanti annettendoli all'Unione Sovietica. La popolazione tedesca fu espulsa e nel 1946 la città venne ribattezzata Zelenogradsk (letteralmente: "città verde").